# Pinus lawsonii
Espèce
Statut de conservation UICN

 LC  : Préoccupation mineure
Pinus lawsonii est une espèce éteinte de conifères de la famille des Pinaceae. On ne la trouve qu'au Mexique.

## Répartition

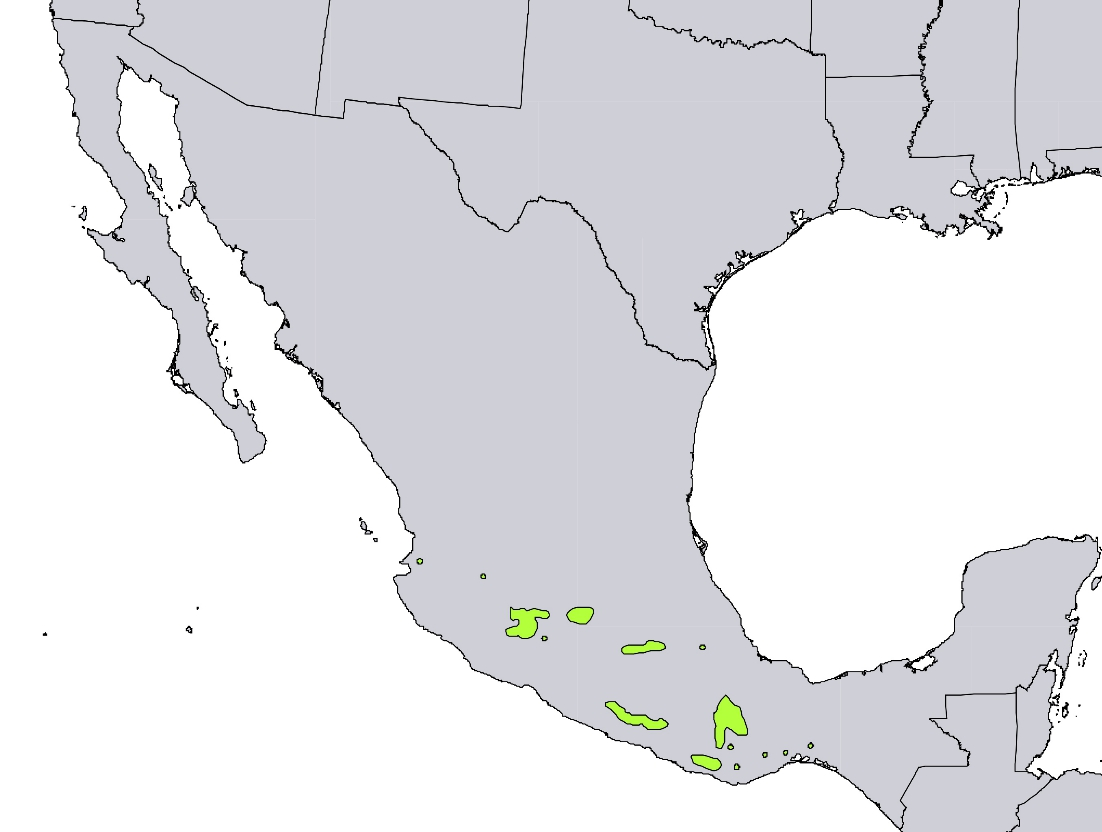
Carte de répartition de Pinus lawsonii.

Pinus lawsonii ne se trouve qu’au Mexique. 

## Liste des variétés
Selon Tropicos (7 août 2014) (Attention liste brute contenant possiblement des synonymes) :
- variété Pinus lawsonii var. gracilis Debreczy & I. Rácz
- variété Pinus lawsonii var. lawsonii